# Bobove
Bobove, ukrajinsky Бобове, je osada obce Uglja, v Ugljanské venkovské komunitě (ukrajinsky Углянська сільська громада), v okrese Ťačiv v Zakarpatské oblasti na Ukrajině. V roce 2001 zde žilo 198 obyvatel.